# Trauma (film, 2017)
Pour plus de détails, voir Fiche technique et Distribution.
Trauma est un film chilien de 2017 écrit et réalisé par Lucio A. Rojas.

## Synopsis
Quatre amies visitant une localité rurale du Chili, sont brutalement attaqués par un homme et son fils. N'ayant pas trouvé d'aide dans la ville, elles décident d'affronter ces hommes avec l'aide de deux policiers.

## Fiche technique
- Titre : Trauma
- Réalisation : Lucio A. Rojas
- Scénario : Lucio A. Rojas
- Montage : Lucio A. Rojas, Cristian Toledo
- Photographie : Sebastián Ballek
- Musique : Ignacio Redard
- Producteur associé : Luciano Onetti, Nicolás Onetti
- Producteur exécutif : Lucio A. Rojas, Sebastián Ballek, Rodrigo J. Fernández, Michael Kraetzer
- Société de production : Trauma Spa, Border Motion Cinema, Chris Reiben Productions
- Pays d'origine :  Chili
- Langue originale : espagnol
- Genre : Drame, action, horreur
- Lieux de tournage : Santiago, Chili
- Durée : 106 minutes (1 h 46)
- Date de sortie :
  -  Mexique : 28 octobre 2017 (Morbido Film Fest)
  -  Espagne : 16 novembre 2017 (Molins de Rei Horror Film Festival)
  -  Italie : 30 novembre 2017 (The Optical Theatre Film Festival)
  -  Argentine : 1er décembre 2017 (Buenos Aires Rojo Sangre Horror Film Festival)
  -  Uruguay : 13 janvier 2018 (Nox Film Fest)
  -  Belgique : 8 avril 2018 (Brussels International Fantastic Film Festival)
  -  Allemagne : 13 avril 2018 (Obscura Film Festival Hannover)
  -  Chili : 19 avril 2018 (Festival de Terror de Valdivia)
  -  Grèce : 5 mai 2018 (Horrorant Film Festival)
  -  Brésil : 30 mai 2018 (Fantaspoa)
  -  États-Unis : 16 juin 2018 (Negative Fest)

## Distribution
- Catalina Martin : Andrea
- Macarena Carrere : Camila
- Ximena del Solar : Julia
- Dominga Bofill : Magdalena
- Daniel Antivilo : Juan
- Eduardo Paxeco : Pedro
- Felipe Ríos (es) : Mario
- Claudio Riveros : Diego
- Florencia Heredia : Yoya
- Claudia Aravena : Carmen
- Catalina Bianchi : Blanca
- José Calderon : soldat 1
- Felipe Eluti : frère Galindo
- Cristian Ramos : Mirista 1
- Nicolás Platovsky : Mirista 2